# El Encinal, Tehuacán
El Encinal är en ort i Mexiko.   Den ligger i kommunen Tehuacán och delstaten Puebla, i den sydöstra delen av landet, 200 km sydost om huvudstaden Mexico City. El Encinal ligger 2 216 meter över havet och antalet invånare är 208.
Terrängen runt El Encinal är huvudsakligen kuperad, men åt sydost är den bergig. Runt El Encinal är det glesbefolkat, med 20 invånare per kvadratkilometer. Närmaste större samhälle är Tehuacán, 16,9 km öster om El Encinal. Trakten runt El Encinal består i huvudsak av gräsmarker.